# Харпер, Чарльз (губернатор острова Святой Елены)
Сэр Чарльз Харпер (англ. Charles Harper; 24 февраля 1876, Барнстапл, Девон, Великобритания — 13 июня 1950) — британский политический деятель, губернатор острова Святой Елены.

## Биография
Чарльз Харпер родился 24 февраля 1876 года в городе Барнстапл в графстве Девон. Учился в школе Бланделла и Эксетер-колледже в Оксфорде. Играл в регби в команде Оксфордского университета. В 1900 году получил звание кадета и был направлен в колониальную администрацию Золотого берега, был прикреплен к полевой армии Ашанти. В 1909 году отправился в Англию, где стал барристером. В 1910 году женился на Марджори Форд. В мае 1914 года вернулся на Золотой берег и был назначен исполняющим обязанности колониального секретаря в Аккре.
Во время Первой Мировой войны Тоголенд был оккупирован Великобританией и Францией. Чарльз Харпер до декабря 1914 года занимал пост главного политического офицера полевых сил Тоголанда. В течение 1916 года он заменял губернатора Колониальной Нигерии Сэра Хью Чарльза Клиффорда. В 1917 году Чарльз Харпер подал прошение о переводе его в войска, но Колониальная служба отклонила его прошение. В 1920 году Харпер был назначен главным комиссаром Ашанти. В 1921 году африканские дорожные рабочие случайно обнаружили трон ашанти и сняли с него золотые украшения. Это вызвало волнения среди ашанти, которые считали этот трон священным. Рабочие были взяты под стражу британцами, затем их должны были судить по местному обычаю и приговорили бы к смертной казни. Харпер сразу же собрал вождей ашанти и передал им под управление судебный процесс над преступниками, дав понять, что правительство Великобритании не претендовало на Золотой трон.
В 1925 году Харпер был назначен губернатором и главнокомандующим острова Святой Елены и занимал эту должность до 1932 года. С 1939 по 1941 год он служил в министерстве продовольствия Великобритании. Сэр Чарльз Харпер умер 13 мая 1950 года.